# Geoffrey Rippon
Aubrey Geoffrey Frederick Rippon, baron Rippon de Hexham, (28 mai 1924-28 janvier 1997) est un homme politique conservateur britannique. Il est surtout connu pour avoir rédigé le European Communities Act 1972 qui fait entrer le Royaume-Uni dans les Communautés européennes le 1er janvier 1973. Il est président du groupe Europe-Atlantique.

## Jeunesse
Né à Penn, Buckinghamshire, fils du joueur de cricket du Somerset Sydney Rippon, Geoffrey Rippon fait ses études au King's College de Taunton et au Brasenose College d'Oxford, où il est président de la University Conservative Association. Il est admis au barreau en 1948 et est maire de Surbiton 1951-1952 et membre du London County Council de 1952, représentant Chelsea. À partir de 1958, il est le chef du groupe du Parti conservateur au conseil.

## Carrière parlementaire
Après s'être présenté sans succès à Shoreditch et Finsbury en 1950 et 1951, il devient député de Norwich South en 1955.
En tant que ministre de la construction et des travaux publics en 1962, Rippon cherche de façon controversée à démolir et à réaménager le bâtiment principal du ministère des affaires étrangères et du Commonwealth conçu dans les années 1860 par George Gilbert Scott. Après une campagne menée par la Victorian Society et un tollé public, la décision est annulée et le bâtiment obtient par la suite le statut de bâtiment classé Grade I.
En 1964, Rippon est battu, et se présente dans la circonscription de Hexham dans le Northumberland aux élections générales de 1966 et y reste député jusqu'à sa retraite en 1987. Il est membre Cabinet fantôme comme secrétaire à la Défense fantôme de 1969 à 1970.
En 1970, il devient Chancelier du duché de Lancastre sous Edward Heath, et étant en faveur du marché commun est chargé de négocier l'entrée de la Grande-Bretagne dans ce pays. En 1972, il est devenu secrétaire d'État à l'environnement. Pendant son mandat, le ministère de l'Environnement est hébergé sur la rue Marsham dans des tours peu attrayantes surnommées «les trois sœurs laides». Rippon aurait déclaré à ses fonctionnaires que la vue depuis le dernier étage est la meilleure de Londres, car on ne pouvait pas voir les tours elles-mêmes.
Alors qu'il est secrétaire d'État à l'environnement, il présente la Water Act 1973, qui fusionne plus de 1500 entités privées, privées et locales d'approvisionnement en eau, d'assainissement, de traitement de l'eau et de réglementation en 10 autorités régionales de l'eau, organisées sur une base hydrologique naturelle.
Il est à un moment donné un membre éminent du Conservative Monday Club, pour lequel il écrit un livret intitulé Right Angle, et est invité d'honneur lors de leur dîner annuel en 1970. Le Club est cependant divisé sur la question de la CEE (Communauté européenne) et lors de leur conférence d'octobre 1971, les membres adoptent une résolution s'opposant à l'entrée de la Grande-Bretagne dans la Communauté européenne.
De 1979 à 1982, Rippon est président du Centre européen de documentation et d'information (CEDI).
Il est créé pair à vie le 5 octobre 1987 sous le titre de baron Rippon de Hexham, de Hesleyside dans le comté de Northumberland.